# Carroll Newton Smith
Pour les articles homonymes, voir Smith.
Carroll Newton Smith, né le 5 novembre 1909 à Menlo (Iowa) et mort le 8 novembre 1992 à Gainesville (Floride), est un entomologiste américain.

## Carrière
Il poursuit une carrière scientifique dans le domaine de l'entomologie médicale et vétérinaire et effectue des travaux de recherche orientée vers les méthodes biologiques de gestion des arthropodes ravageurs des cultures.
Il devient président de l’Entomological Society of America (ESA) en 1964.

## Publications
- (en) Ray F. Smith, Thomas E. Mittler et Carroll N. Smith (1973). History of Entomology, Annual Reviews Inc. (Palo Alto) : viii + 517 p.  (ISBN 0-8243-2101-4 et 978-0-8243-2101-7)